# Gianpiero Piovani
Gianpiero Piovani (Orzinuovi, 12 giugno 1968) è un allenatore di calcio ed ex calciatore italiano, di ruolo attaccante, tecnico dell'Inter femminile.

## Caratteristiche tecniche

### Giocatore
Piovani nasce come ala o come seconda punta di movimento; nel corso degli anni arretra la sua posizione a centrocampista offensivo, e quindi a regista arretrato nell'ultima stagione alla Verolese. Nonostante giocasse da attaccante non è mai stato molto prolifico, ma si distinse spesso per la fattura spettacolare delle reti realizzate e la qualità degli assist.

## Carriera

### Giocatore

#### Club

##### Prime esperienze in B e in C1

Piovani (accosciato, secondo da sinistra) al Brescia nel 1988

Cresciuto nel Brescia, esordisce in Serie A il 14 settembre 1986 contro il Napoli di Maradona. Nelle stagioni successive milita in prestito nel Parma, in Serie B, e nel Cagliari, con cui conquista una promozione dalla Serie C1 alla Serie B e una Coppa Italia di Serie C.

##### Stagioni in A con il Piacenza
Nel 1990 viene acquistato dal Piacenza, squadra di Serie C1, allenato dal suo conterraneo Luigi Cagni. Vi militerà per undici stagioni consecutive (dal 1990 al 2001), conquistando una promozione in Serie B (1991) e tre promozioni in Serie A (1993, 1995 e 2001), mentre le retrocessioni in Serie B saranno 2 (1994 e 2000). Piovani detiene numerosi record nella storia della società piacentina: ha totalizzato in tutto 341 presenze e 57 goal in campionato, che lo rendono il giocatore con più presenze nella storia del club e il terzo miglior marcatore in assoluto (primo nel Dopoguerra). Con 170 partite giocate è il giocatore più presente negli otto campionati di Serie A disputati dalla società piacentina.
Molto amato dalla tifoseria, ha disputato la sua miglior stagione in assoluto nel campionato di Serie B 1994-1995, realizzando 15 reti in un attacco formato da Filippo Inzaghi, Antonio De Vitis e Francesco Turrini, e nella stagione successiva ha realizzato il suo record di marcature stagionali in Serie A (8). Ha vestito la fascia di capitano solo nella stagione 1997-1998, peraltro in alternanza a Giuseppe Scienza.

##### Finale di carriera
Nel 2001, non rientrando nei piani dell'allenatore Walter Novellino, viene ceduto al Livorno, in Serie C1. Con i toscani viene impiegato da tornante a destra, con Igor Protti sulla fascia opposta; conquista la sua settima promozione vincendo il campionato agli ordini di Osvaldo Jaconi e riportando il Livorno in Serie B dopo trent'anni. Nella stagione successiva, con Roberto Donadoni allenatore, gioca la prima parte del campionato di Serie B prima di ridiscendere in Serie C1 a gennaio, con la maglia della Lucchese ritrovando il mister Jaconi, con cui si salva agli spareggi per non retrocedere. In seguito milita nel Lumezzane (con cui sfiora la promozione in Serie B perdendo la finale playoff contro il Cesena), e nel Chiari, in Serie D, con cui si salva nelle ultime giornate.
Nel 2005 passa all'Ivrea, con cui conquista la promozione in Serie C1 e di cui diventa capitano all'inizio della stagione 2006-2007; a dicembre scende in Serie D militando nel Associazione Calcio Rodengo Saiano, con cui centra la nona promozione. Nell'estate 2008 passa alla Nuova Verolese, in Serie D, con cui conclude la carriera di calciatore.

#### Selezione padana
Nel corso della sua carriera non ha mai debuttato con la nazionale italiana ma ha militato anche nella selezione della Padania, a partire dal 1998; è tornato a vestirne la maglia a 40 anni, nel 2008.

### Allenatore

#### Esperienze nelle serie minori
Inizia ad allenare nella Nuova Verolese, dove aveva concluso la carriera, conquistando la salvezza nel campionato di Serie D 2009-2010 (14º posto); a fine stagione rassegna le dimissioni. Il 28 ottobre 2010 diventa allenatore del Rodengo Saiano Serie C2 a seguito delle dimissioni di Paolo Rodolfi: ottiene un piazzamento di centroclassifica, ma a fine stagione, anche a causa del fallimento della società bresciana, rimane senza incarico.
L'11 ottobre 2011 viene chiamato sulla panchina del Darfo Boario, militante nel campionato di Serie D, in sostituzione dell'esonerato Massimiliano Maffioletti.
Con la squadra camuna termina la stagione con la salvezza sul campo e 49 punti conquistati, ma la penalizzazione di un punto per errato tesseramento di un giocatore costringono la società allo spareggio play-out. A fine anno rassegna le dimissioni per divergenze con la società.
Il 5 luglio acquisisce a Coverciano il titolo di allenatore di Prima Categoria UEFA Pro e quindi il diritto di ricoprire il ruolo di tecnico in una squadra della massima serie.
Il 30 gennaio 2013 viene ingaggiato dal Casteisangiorgio, squadra militante nel girone C dell'Eccellenza lombarda. Al termine del campionato giunge undicesimo con i mantovani, che dopo un vero miracolo ad un punto di distanza dagli spareggi per non retrocedere, si salvano all'ultima giornata.

#### Giovanili della Feralpisalò
Il 9 giugno 2013 viene ingaggiato dalla Feralpisalò, squadra di Lega Pro Prima Divisione, come allenatore degli Allievi Nazionali. Il 16 maggio 2014 diviene il responsabile del settore giovanile della squadra bresciana, subentrando a Emanuele Filippini, e il 5 novembre 2015 sostituisce Aimo Diana (passato ad allenare la prima squadra) sulla panchina della formazione Berretti del club.

#### Brescia femminile
Nell'estate 2017 viene ufficializzato il suo passaggio al Brescia femminile, sottoscrivendo un contratto annuale rilevando la panchina di Milena Bertolini che aveva lasciato la società a fine campionato. Pur con un organico profondamente rinnovato, durante la stagione 2017-2018 Piovani riesce a dirigere la squadra con autorevolezza senza mai lasciare le parti alte della classifica, inseguendo le avversarie della Juventus dalla settima giornata, dall'incontro che vede le bianconere superare il Brescia nell'incontro casalingo per 4-0, fino alla diciassettesima, quando a Vinovo riprendono la vetta del campionato battendole per 2-1 e condividendo la posizione fino al termine, costringendo le due squadre ad aggiudicarsi lo Scudetto ad uno spareggio in partita secca, titolo che poi si aggiudicherà la Juventus solo dopo i tiri di rigore. Le capacità espresse durante la stagione valgono a Piovani la sua prima Panchina d'oro di Serie A femminile 2017-2018, ritirata pur con l'amarezza dell'annunciata non iscrizione della società al successivo campionato che privano Piovani della sua seconda esperienza internazionale, la UEFA Women's Champions League, da allenatore.

#### Sassuolo femminile
Il 10 luglio 2018, Piovani viene ingaggiato dal Sassuolo femminile, sempre in Serie A. Il 29 aprile 2021, prolunga il suo contratto con le neroverdi fino al 30 giugno 2024. Nel giugno del 2024, la società ha annunciato che il tecnico avrebbe lasciato il club alla fine della stagione, alla scadenza naturale del proprio contratto. Nelle sei stagioni in cui ha allenato le neroverdi ha ottenuto come migliore risultato un 3º posto nel campionato di Serie A 2020-2021, a un punto dal Milan e sfiorando in quell'occasione il suo personale ritorno in Champions League femminile.

#### Inter femminile
Il 6 luglio 2024, Piovani venne annunciato come nuovo allenatore dell'Inter femminile, prendendo il posto di Rita Guarino e firmando un contratto biennale.

## Statistiche

### Presenze e reti nei club
| Stagione              | Squadra               | Campionato            | Campionato | Campionato | Coppe nazionali | Coppe nazionali | Coppe nazionali | Coppe continentali | Coppe continentali | Coppe continentali | Altre coppe | Altre coppe | Altre coppe | Totale | Totale |
| Stagione              | Squadra               | Comp                  | Pres       | Reti       | Comp            | Pres            | Reti            | Comp               | Pres               | Reti               | Comp        | Pres        | Reti        | Pres   | Reti   |
| --------------------- | --------------------- | --------------------- | ---------- | ---------- | --------------- | --------------- | --------------- | ------------------ | ------------------ | ------------------ | ----------- | ----------- | ----------- | ------ | ------ |
| 1985-1986             | Brescia               | B                     | 7          | 1          | CI              | 0+              | 0+              | -                  | -                  | -                  | -           | -           | -           | 7+     | 1+     |
| ago.-ott. 1986        | Brescia               | A                     | 6          | 0          | CI              | 0+              | 0+              | -                  | -                  | -                  | -           | -           | -           | 6+     | 0+     |
| ott. 1986-1987        | Parma                 | B                     | 30         | 4          | CI              | 0+              | 0+              | -                  | -                  | -                  | -           | -           | -           | 30+    | 4+     |
| 1987-1988             | Brescia               | B                     | 22         | 0          | CI              | 0+              | 0+              | -                  | -                  | -                  | -           | -           | -           | 22+    | 0+     |
| ago.-set. 1988        | Brescia               | B                     | 0          | 0          | CI              | 0+              | 0+              | -                  | -                  | -                  | -           | -           | -           | 0+     | 0+     |
| set. 1988-1989        | Cagliari              | C1                    | 30         | 3          | CI-C            | 0+              | 0+              | -                  | -                  | -                  | -           | -           | -           | 30+    | 3+     |
| 1989-1990             | Brescia               | B                     | 31         | 1          | CI              | 0+              | 0+              | -                  | -                  | -                  | -           | -           | -           | 31+    | 1+     |
| Totale Brescia        | Totale Brescia        | Totale Brescia        | 66         | 2          |                 | 0+              | 0+              |                    | -                  | -                  |             | -           | -           | 66+    | 2+     |
| 1990-1991             | Piacenza              | C1                    | 32         | 2          | CI-C            | 0+              | 0+              | -                  | -                  | -                  | -           | -           | -           | 32+    | 2+     |
| 1991-1992             | Piacenza              | B                     | 37         | 5          | CI              | 0+              | 0+              | -                  | -                  | -                  | -           | -           | -           | 37+    | 5+     |
| 1992-1993             | Piacenza              | B                     | 35         | 5          | CI              | 0+              | 0+              | -                  | -                  | -                  | -           | -           | -           | 35+    | 5+     |
| 1993-1994             | Piacenza              | A                     | 33         | 6          | CI              | 0+              | 0+              | -                  | -                  | -                  | -           | -           | -           | 33+    | 6+     |
| 1994-1995             | Piacenza              | B                     | 35         | 15         | CI              | 0+              | 0+              | -                  | -                  | -                  | -           | -           | -           | 35+    | 15+    |
| 1995-1996             | Piacenza              | A                     | 32         | 8          | CI              | 0+              | 0+              | -                  | -                  | -                  | -           | -           | -           | 32+    | 8+     |
| 1996-1997             | Piacenza              | A                     | 28         | 2          | CI              | 0+              | 0+              | -                  | -                  | -                  | -           | -           | -           | 28+    | 2+     |
| 1997-1998             | Piacenza              | A                     | 30         | 5          | CI              | 0+              | 0+              | -                  | -                  | -                  | -           | -           | -           | 30+    | 5+     |
| 1998-1999             | Piacenza              | A                     | 27         | 5          | CI              | 0+              | 0+              | -                  | -                  | -                  | -           | -           | -           | 27+    | 5+     |
| 1999-2000             | Piacenza              | A                     | 20         | 2          | CI              | 0+              | 0+              | -                  | -                  | -                  | -           | -           | -           | 20+    | 2+     |
| 2000-2001             | Piacenza              | B                     | 32         | 2          | CI              | 0+              | 0+              | -                  | -                  | -                  | -           | -           | -           | 32+    | 2+     |
| Totale Piacenza       | Totale Piacenza       | Totale Piacenza       | 341        | 57         |                 | 0+              | 0+              |                    | -                  | -                  |             | -           | -           | 341+   | 57+    |
| 2001-2002             | Livorno               | C1                    | 31         | 5          | CI+CI-C         | 0+              | 0+              | -                  | -                  | -                  | SC1         | 0+          | 0+          | 31+    | 5+     |
| 2002-gen. 2003        | Livorno               | B                     | 14         | 0          | CI              | 0+              | 0+              | -                  | -                  | -                  | -           | -           | -           | 14+    | 0+     |
| Totale Livorno        | Totale Livorno        | Totale Livorno        | 45         | 5          |                 | 0+              | 0+              |                    | -                  | -                  |             | -           | -           | 45+    | 5+     |
| gen.-giu. 2003        | Lucchese              | C1                    | 12         | 1          | CI-C            | 0+              | 0+              | -                  | -                  | -                  | -           | -           | -           | 12+    | 1+     |
| 2003-gen. 2004        | Lucchese              | C1                    | 14         | 1          | CI              | 0+              | 0+              | -                  | -                  | -                  | -           | -           | -           | 14+    | 1+     |
| Totale Lucchese       | Totale Lucchese       | Totale Lucchese       | 26         | 2          |                 | 0+              | 0+              |                    | -                  | -                  |             | -           | -           | 26+    | 2+     |
| gen.-giu. 2004        | Lumezzane             | C1                    | 10         | 1          | -               | -               | -               | -                  | -                  | -                  | -           | -           | -           | 10     | 1      |
| 2004-2005             | Chiari                | D                     | 24         | 7          | -               | -               | -               | -                  | -                  | -                  | -           | -           | -           | 24     | 7      |
| 2005-2006             | Ivrea                 | C2                    | 30         | 1          | -               | -               | -               | -                  | -                  | -                  | -           | -           | -           | 30     | 1      |
| ago.-dic. 2006        | Ivrea                 | C1                    | 11         | 0          | -               | -               | -               | -                  | -                  | -                  | -           | -           | -           | 11     | 0      |
| Totale Ivrea          | Totale Ivrea          | Totale Ivrea          | 41         | 1          |                 | -               | -               |                    | -                  | -                  |             | -           | -           | 41     | 1      |
| dic. 2006-2007        | Rodengo Saiano        | D                     | 15         | 5          | -               | -               | -               | -                  | -                  | -                  | -           | -           | -           | 15     | 5      |
| 2007-2008             | Rodengo Saiano        | C2                    | 29         | 4          | -               | -               | -               | -                  | -                  | -                  | -           | -           | -           | 29     | 4      |
| Totale Rodengo Saiano | Totale Rodengo Saiano | Totale Rodengo Saiano | 44         | 9          |                 | -               | -               |                    | -                  | -                  |             | -           | -           | 44     | 9      |
| 2008-2009             | Nuova Verolese        | D                     | 19         | 5          | -               | -               | -               | -                  | -                  | -                  | -           | -           | -           | 19     | 5      |
| Totale carriera       | Totale carriera       | Totale carriera       | 641        | 96         |                 | 0+              | 0+              |                    | -                  | -                  |             | 0+          | 0+          | 641+   | 96+    |

### Statistiche da allenatore

#### Calcio maschile
Statistiche aggiornate al 30 giugno 2013.
| Stagione        | Squadra          | Campionato      | Campionato | Campionato | Campionato | Campionato | Coppe nazionali | Coppe nazionali | Coppe nazionali | Coppe nazionali | Coppe nazionali | Coppe continentali | Coppe continentali | Coppe continentali | Coppe continentali | Coppe continentali | Altre coppe | Altre coppe | Altre coppe | Altre coppe | Altre coppe | Totale | Totale | Totale | Totale | % Vittorie | Piazzamento       |
| Stagione        | Squadra          | Comp            | G          | V          | N          | P          | Comp            | G               | V               | N               | P               | Comp               | G                  | V                  | N                  | P                  | Comp        | G           | V           | N           | P           | G      | V      | N      | P      | %          | Piazzamento       |
| --------------- | ---------------- | --------------- | ---------- | ---------- | ---------- | ---------- | --------------- | --------------- | --------------- | --------------- | --------------- | ------------------ | ------------------ | ------------------ | ------------------ | ------------------ | ----------- | ----------- | ----------- | ----------- | ----------- | ------ | ------ | ------ | ------ | ---------- | ----------------- |
| 2009-2010       | Nuova Verolese   | D               | 38         | 12         | 10         | 16         | CI-D            | 1               | 0               | 1               | 0               | -                  | -                  | -                  | -                  | -                  | -           | -           | -           | -           | -           | 39     | 12     | 11     | 16     | 30,77      | 14º               |
| ott. 2010-2011  | Rodengo Saiano   | 2D              | 23         | 8          | 7          | 8          | CI-LP           | -               | -               | -               | -               | -                  | -                  | -                  | -                  | -                  | -           | -           | -           | -           | -           | 23     | 8      | 7      | 8      | 34,78      | Sub., 9º          |
| ott. 2011-2012  | Darfo Boario     | D               | 30+2       | 8          | 13+1       | 9+1        | CI-D            | -               | -               | -               | -               | -                  | -                  | -                  | -                  | -                  | -           | -           | -           | -           | -           | 32     | 8      | 14     | 10     | 25,00      | Sub., 15º (retr.) |
| gen.-giu. 2013  | Casteisangiorgio | Ecc.            | ?          | ?          | ?          | ?          | -               | -               | -               | -               | -               | -                  | -                  | -                  | -                  | -                  | -           | -           | -           | -           | -           |        |        |        |        | —          | Sub., 11º         |
| Totale carriera | Totale carriera  | Totale carriera | 93         | 28         | 31         | 34         |                 | 1               | 0               | 1               | 0               |                    | -                  | -                  | -                  | -                  |             | -           | -           | -           | -           | 94     | 28     | 32     | 34     | 29,79      |                   |

#### Calcio femminile
Statistiche aggiornate al 10 maggio 2025. In grassetto le competizioni vinte.
| Stagione        | Squadra         | Campionato      | Campionato | Campionato | Campionato | Campionato | Coppe nazionali | Coppe nazionali | Coppe nazionali | Coppe nazionali | Coppe nazionali | Coppe continentali | Coppe continentali | Coppe continentali | Coppe continentali | Coppe continentali | Altre coppe | Altre coppe | Altre coppe | Altre coppe | Altre coppe | Totale | Totale | Totale | Totale | % Vittorie | Piazzamento |
| Stagione        | Squadra         | Comp            | G          | V          | N          | P          | Comp            | G               | V               | N               | P               | Comp               | G                  | V                  | N                  | P                  | Comp        | G           | V           | N           | P           | G      | V      | N      | P      | %          | Piazzamento |
| --------------- | --------------- | --------------- | ---------- | ---------- | ---------- | ---------- | --------------- | --------------- | --------------- | --------------- | --------------- | ------------------ | ------------------ | ------------------ | ------------------ | ------------------ | ----------- | ----------- | ----------- | ----------- | ----------- | ------ | ------ | ------ | ------ | ---------- | ----------- |
| 2017-2018       | Brescia         | A               | 22+1       | 20         | 0+1        | 2          | CI              | 7               | 6               | 0               | 1               | UWCL               | 4                  | 1                  | 0                  | 3                  | SI          | 1           | 1           | 0           | 0           | 35     | 28     | 1      | 6      | 80,00      | 2º          |
| 2018-2019       | Sassuolo        | A               | 22         | 9          | 6          | 7          | CI              | 3               | 1               | 0               | 2               | -                  | -                  | -                  | -                  | -                  | -           | -           | -           | -           | -           | 25     | 10     | 6      | 9      | 40,00      | 5º          |
| 2019-2020       | Sassuolo        | A               | 16         | 7          | 2          | 7          | CI              | 2               | 1               | 0               | 1               | -                  | -                  | -                  | -                  | -                  | -           | -           | -           | -           | -           | 18     | 8      | 2      | 8      | 44,44      | 6º          |
| 2020-2021       | Sassuolo        | A               | 22         | 16         | 2          | 4          | CI              | 4               | 1               | 3               | 0               | -                  | -                  | -                  | -                  | -                  | -           | -           | -           | -           | -           | 26     | 17     | 5      | 4      | 65,38      | 3º          |
| 2021-2022       | Sassuolo        | A               | 22         | 13         | 4          | 5          | CI              | 2               | 1               | 1               | 0               | -                  | -                  | -                  | -                  | -                  | SI          | 1           | 0           | 1           | 0           | 25     | 14     | 6      | 5      | 56,00      | 4º          |
| 2022-2023       | Sassuolo        | A               | 26         | 11         | 5          | 10         | CI              | 2               | 1               | 0               | 1               | -                  | -                  | -                  | -                  | -                  | -           | -           | -           | -           | -           | 28     | 12     | 5      | 11     | 42,86      | 6º          |
| 2023-2024       | Sassuolo        | A               | 26         | 11         | 3          | 12         | CI              | 3               | 1               | 0               | 2               | -                  | -                  | -                  | -                  | -                  | -           | -           | -           | -           | -           | 29     | 12     | 3      | 14     | 41,38      | 4º          |
| Totale Sassuolo | Totale Sassuolo | Totale Sassuolo | 134        | 67         | 22         | 45         |                 | 16              | 6               | 4               | 6               |                    | -                  | -                  | -                  | -                  |             | 1           | 0           | 1           | 0           | 151    | 73     | 27     | 51     | 48,34      |             |
| 2024-2025       | Inter           | A               | 26         | 15         | 6          | 5          | CI              | 3               | 1               | 1               | 1               | -                  | -                  | -                  | -                  | -                  | -           | -           | -           | -           | -           | 29     | 16     | 7      | 6      | 55,17      | 2º          |
| 2025-2026       | Inter           | A               | 0          | 0          | 0          | 0          | CI+SAWC         | 0+0             | 0+0             | 0+0             | 0+0             | UWCL               | 0                  | 0                  | 0                  | 0                  | -           | -           | -           | -           | -           | 0      | 0      | 0      | 0      | —          | in corso    |
| Totale Inter    | Totale Inter    | Totale Inter    | 26         | 15         | 6          | 5          |                 | 3               | 1               | 1               | 1               |                    | -                  | -                  | -                  | -                  |             | -           | -           | -           | -           | 29     | 16     | 7      | 6      | 55,17      |             |
| Totale carriera | Totale carriera | Totale carriera | 183        | 102        | 29         | 52         |                 | 26              | 13              | 5               | 8               |                    | 4                  | 1                  | 0                  | 3                  |             | 2           | 1           | 1           | 0           | 215    | 117    | 35     | 63     | 54,42      |             |

## Palmarès

### Giocatore

#### Club
- Coppa Italia Serie C: 1

Cagliari: 1988-1989
- Campionato italiano Serie C1: 3

Cagliari: 1988-1989 (girone B)
Piacenza: 1990-1991 (girone A)
Livorno: 2001-2002 (girone A)
- Campionato italiano di Serie B: 1

Piacenza: 1994-1995
- Campionato italiano Serie D: 1

Rodengo Saiano: 2006-2007 (girone D)

#### Selezione padana
- Coppa del mondo VIVA: 1

2009

### Allenatore

#### Club
- Supercoppa italiana: 1

Brescia: 2017

#### Individuale
- Panchina d'oro: 2

2017-2018, 2019-2020
- Premio Bulgarelli Number 8 : 1

Miglior Allenatore Serie A femminile: 2021-2022